# Moro (zaljev)
Zaljev Moro je dio Celebeskog mora i najveći je zaljev na Filipinima. Nalazi se uz obalu otoka Mindanao na jugu Filipina.

## Zemljopis
Zaljev se proteže između glavnog dijela otoka Mindanao na istoku i poluotoka Zamboanga na zapadu. Glavne uvale zaljeva su Sibuguey i Illana dok je najveći lučki grad na njegovoj obali Zamboanga. Cotabato na istočnoj obali, je još jedna velika luka.

## Potresi
Zaljev Moro leži u području značajnih tektonskih aktivnosti koje mogu proizvesti velike potrese i cunamije poput razornog potresa iz 1976. godine koji je ubio više od 5.000 ljudi, a više od 90.000 ljudi ostalo je bez krova nad glavom kada je pogodio zapadnu obalu otoka Mindanao.
Osim ovog razornog potresa, 23. srpnja 2010. godine u 22:08, potres magnitude 7,3 stupnjeva s epicentrom u Moro zaljevu pogodio je Mindanao. Ubrzo su uslijedila još dva potresa magnitude 7,6 i 7,4 stupnjeva.